# Laplandita-(Ce)
El mineral laplandita-(Ce) es de la clase de los inosilicatos. Fue descubierta en 1974 en la península de Kola, al norte de Rusia, siendo nombrada así por Laponia o Lapland -en sueco-, como se denomina al área donde se encuentra dicha península. Un sinónimo poco usado es su nombre clave para la Asociación Mineralógica Internacional: IMA1974-005.

## Características químicas
Químicamente es un complejo silicato fosfato, con cationes de sodio, cerio y titanio, e hidratado; la estructura silicatada es de inosilicato con cuatro cadenas periódicas de tetraedros de sílice, dobles y triples.

## Formación y yacimientos
Se ha encontrado en la zona de natrolita de una roca pegmatita en una masa alcalina diferenciada, asociado a otros minerales tales como: belovita, nordita, serandita, termonatrita, steenstrupina, leucosfenita, esfalerita, ilamajokita, raíta o zorita.

## Usos
Al ser el sodio sobluble en agua, podrían usarse sus yacimientos para extraer cerio y titanio fácilmente por solubilidad de estos materiales.